# Scissor (Gladiator)

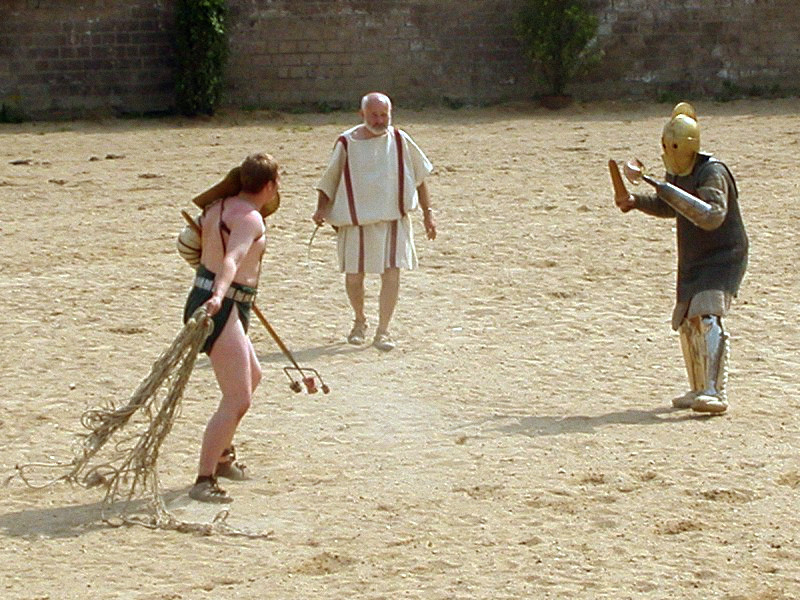
Retiarius gegen Scissor in einem Schaukampf, Römerfest in Xanten, 2003

Der scissor (-oris m, lat.: Schlitzer) bzw. arbelas war eine römische Gladiatorengattung. Es gibt keine sicheren Angaben über sein Aussehen.

## Ausrüstung und Bewaffnung

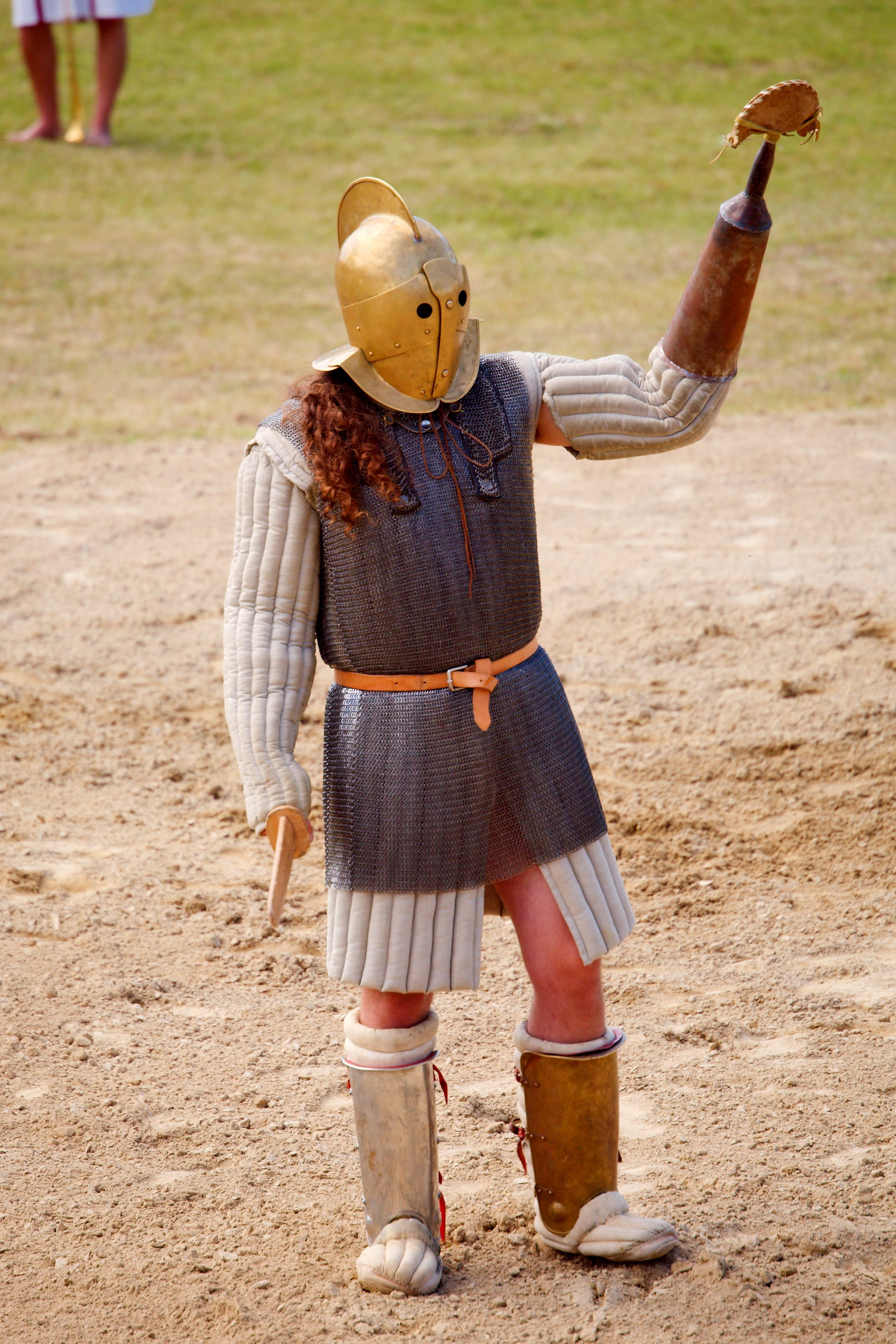
Nachstellung in Carnuntum

Der Gladiatortyp war schwer bewaffnet. Er trug ein Kurzschwert (gladius) in der einen Hand. Am anderen Arm trug er eine metallene Röhre, die vorne in einem Stumpf auslief, an dem eine Klinge in Form eines Wiegemessers befestigt war. Da es keine erhaltenen Exemplare dieser ungewöhnlichen Waffe gibt, können Details nur auf Vermutungen basieren. Im Inneren war wohl ein Griff angebracht, ähnlich dem indischen Katar oder Pata, den der Gladiator erfassen konnte, um den Halt und die Führung der Waffe zu verbessern. Wahrscheinlich war die Waffe auf der Außen- wie auch Innenseite geschärft; somit konnte sie sowohl beim Stoßen als auch beim Zurückziehen schneiden. Die Waffe war wohl primär dazu gedacht, das Netz und den Dreizack des Retiarius zu parieren, aber wäre auch als gefährliche Angriffswaffe denkbar.
Geschützt wurde er durch einen Helm, der das ganze Gesicht verdeckte und nur kleine Augenlöcher freiließ. Den gleichen Helm verwendete auch der secutor. Der Oberkörper war bis zu den Knien von einem Schuppenpanzer oder Kettenhemd verdeckt. Am Schwertarm trug er einen Armschutz (manica) und an beiden Beinen Beinschienen, die bis zu den Knien reichten.

## Gegner
Der Gladiator ist auf einigen Reliefs aus dem östlichen Mittelmeerraum abgebildet, darauf kämpft er entweder gegen einen retiarius oder gegen einen anderen scissor/arbelas.